# Margrit Sartorius
Margrit Sartorius (* 1974 in Ost-Berlin) ist eine deutsche Schauspielerin.

## Leben
1985 wirkte sie gemeinsam mit ihrer Zwillingsschwester Marie in den Kindersendungen „Kunterbunt“ und „mobil“ des DDR-Fernsehens mit. Ein Jahr später moderierten die beiden dreieinhalb Jahre lang monatlich die Kindersportsendung „mach mit, mach’s nach, mach’s besser“.
Nach einer Ballettausbildung studierte Sartorius von 1997 bis 2003 an der Hochschule für Musik und Theater in Leipzig. Es folgten erste Rollen am Staatsschauspiel Dresden (Studio) als Esperanza/Lolita in Vallejos „Brennende Finsternis“, als polnisches Dienstmädchen Piperkarcka in Gerhart Hauptmanns Tragikomödie „Die Ratten“ und in Heiner Müllers Drama „Philoktet“ in der Rolle des Neoptolemos.
Nach Abschluss des Schauspielstudiums spielte sie in Gotha zur Wiedereröffnung des ältesten Barocktheaters Europas in dem Stück „Zayre“ die Hauptrolle. Während ihres Engagements 1997 an den Landesbühnen Sachsen spielte sie  unter anderem als Rosalind in „Wie es euch gefällt“, als Pippi Langstrumpf, als Marjorie in „Extremities“. Weitere Theaterengagements hatte sie in Berlin am Theater 89 sowie bei den Theaterprojekten „Lulu“ in Italien und „Mauser“ in Frankreich.
Im Jahr 2008 tanzte, sang und spielte sie im Stück „Dreams“ beim „Festival International de Dansa“ in Barcelona. Seit 1995 ist Margrit Sartorius neben ihrer Bühnenarbeit durch ihre ersten Hauptrollen im Vierteiler „Wozu denn Eltern“ und im ZDF-Fernsehfilm „Stürmischer Sommer“ auch im Fernsehen präsent.
Seit 2009 ist Sartorius mit Siemen Rühaak verheiratet.

## Filmografie (Auswahl)
- 1986–1989: Kunterbunt – Mobil – mach mit mach’s nach mach’s besser (Moderation der Kindersendungen des Fernsehens der DDR)
- 1994: Zappeck (Regie: Jürgen Bretzinger – ARD)
- 1995: Wozu denn Eltern (Regie: Rüdiger Nüchtern – Sat.1)
- 1995: Sonntags geöffnet (Regie: Georg Schiemann – Sat.1)
- 1996: OP ruft Dr. Bruckner
- 1996: Kurklinik Rosenau (Regie: H. Zschoche – Sat.1)
- 1997: Stürmischer Sommer (Regie: Jürgen Bretzinger – ZDF)
- 1998: Tatort – Money! Money!
- 1999–2002: Herzschlag – Das Ärzteteam Nord
- 2000: In aller Freundschaft (Serie, Folge 96, Staffel 4: Folge 8)
- 2001; 2004: Siska
- 2001; 2006–2008: Der Alte
- 2001: Klinikum Berlin Mitte
- 2001: SOKO 5113
- 2002: Geheimnisvolle Freundinnen (Regie: Pit Rampelt, O. Havemann – Pro7)
- 2002: Fremde Herzen (Regie: Markus Ulbricht – ARD)
- 2003–2009: SOKO Leipzig
- 2002: Tierärztin Dr. Mertens
- 2003: Die Tote aus Riga (Regie: Patrick Winczewski – ZDF)
- 2003: Abschnitt 40
- 2004–2005: Kanzleramt
- 2004: Nikola
- 2005: K3 – Kripo Hamburg – Ein anderer Mann
- 2006: Das Glück am Horizont (Regie: Bettina Woernle – ARD)
- 2006: Der letzte Zeuge
- 2006: Polizeiruf – Bis dass der Tod euch scheidet
- 2007: Kuckuckszeit
- 2007: Tatort – Bienzle und die große Liebe
- 2007: Der Kriminalist
- 2007: Blutrache (Regie: Marcus Ulbricht – ZDF)
- 2007: Falsche Entscheidung (Regie: Peter Wekwerth ARD)
- 2007: Alarm für Cobra 11 – Die Autobahnpolizei (Fernsehserie, Folge Infarkt)
- 2008: Das Glück am Horizont
- 2008: Doktor Martin
- 2011: Die Rosenheim-Cops – Alles hat seinen Preis
- 2011: Einsatz in Hamburg – Der Tote an der Elbe
- 2013: Tatort – Puppenspieler
- 2013: Tatort – Schwarzer Afghane
- 2013: Der Dicke
- 2015: Die Rosenheim-Cops (Fernsehserie, Folge Der Letzte macht das Licht aus)
- 2016: In aller Freundschaft – Die jungen Ärzte (Fernsehserie, Folge Geheimnisse)
- 2018: Friesland: Schmutzige Deals
- 2019: Notruf Hafenkante (Fernsehserie, Folge Unzerbrechlich)
- 2019: Die Rosenheim-Cops (Fernsehserie, Folge Der Schrank muss weg)
- 2021: Eine riskante Entscheidung